# Кладония вильчатая
Кладония вильчатая (лат. Cladonia furcata) — лишайник рода Кладония семейства Кладониевые.

## Описание
У лишайника имеются палочковидные и шиловидные неразветвленные или слегка разветвленные подеции. Они до 5—10 см высотой, зеленовато-серого или коричневатого цвета, с местами потрескавшимся коровым слоем. В нижней части имеются филлокладии. Они дихотомически разветвлены, имеют неправильно-цилиндрическую форму, на концах заострены, в местах разветвления продырявлены.
Апотеции коричневые, довольно мелкие.
При нанесении на лишайник раствора гидроксида калия он слегка желтеет.

## Распространение и экология
Распространена в холодных и умеренных областях северного полушария. В Арктике в кочковатых и бугристых тундрах, на торфяниках среди мхов, в лесной зоне — в светлых лесах, на лужайках среди лишайников и мхов. Чистых зарослей не образует.

## Химический состав
Содержит атранорин ({\displaystyle {\ce {C19H18O8}}}) и фунарпротоцетрарную кислоту ({\displaystyle {\ce {C62H50O35}}}).

## Значение и применение
Северным оленем (Rangifer tarandus) поедается умеренно в смеси с другими видами. Самостоятельного пастбищного значения не имеет.